# Don't Give Me Names
Don't Give Me Names je je drugi studijski album njemačkog rock sastava Guano Apesa. Izdan je 2000. godine. Singlovi izdani s albuma su "Big in Japan", "No Speech", "Living in a Lie" i "Dödel Up". U Njemačkoj je doživio zlatnu nakladu.

## Popis pjesama
1. "Innocent Greed" – 3:51
2. "No Speech" – 3:30
3. "Big in Japan" – 2:49
4. "Money & Milk" – 2:39
5. "Living in a Lie" – 4:33
6. "Dödel Up"  – 3:38
7. "I Want It" – 3:19
8. "Heaven" – 4:59
9. "Mine All Mine" – 3:49
10. "Too Close to Leave" – 3:33
11. "Gogan" – 2:48
12. "Anne Claire" – 5:37